# 斯莫利卡斯山

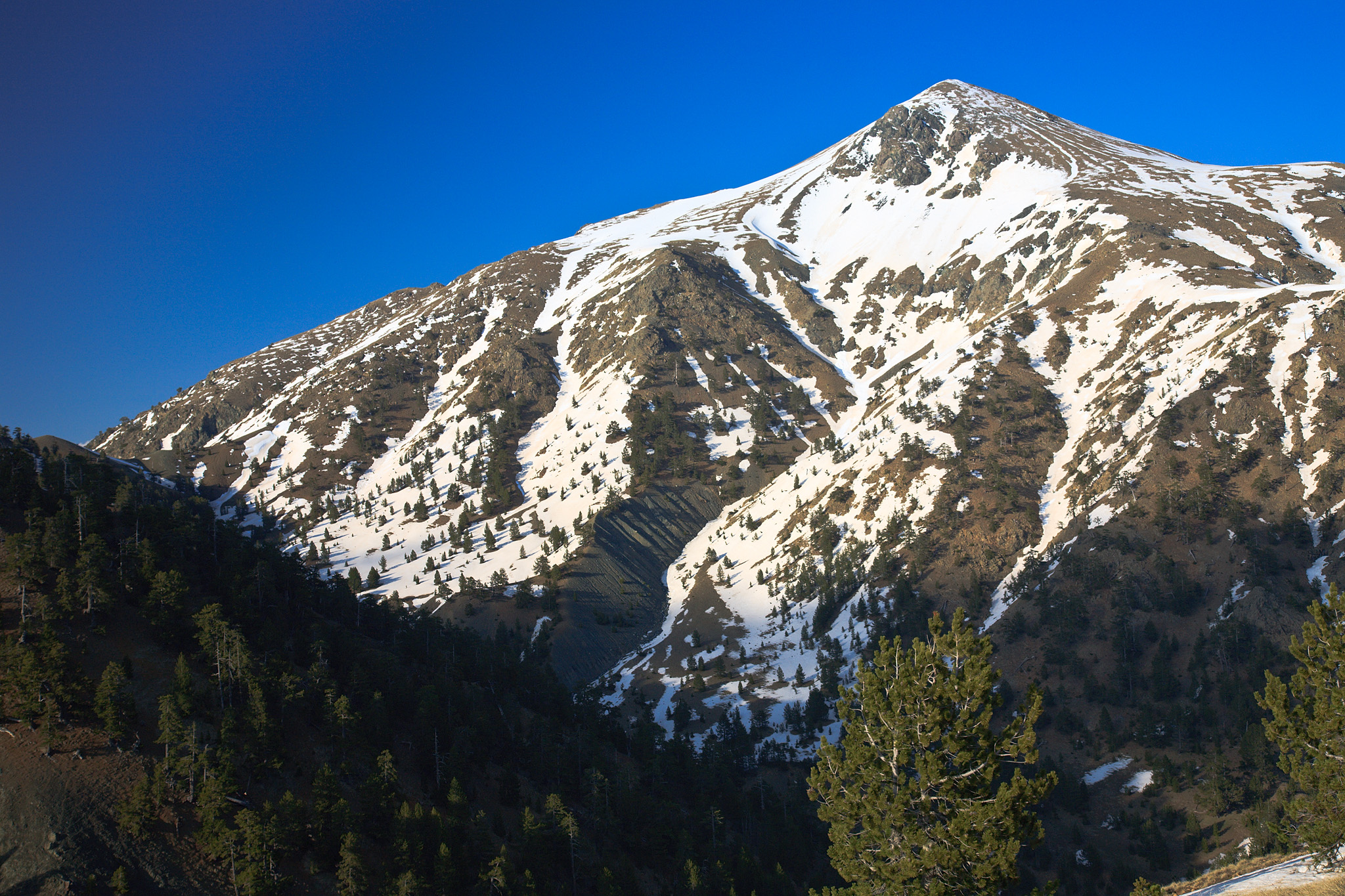
斯莫利卡斯山

斯莫利卡斯山（希臘語：Σμόλικας）是希臘的一座山，位於希臘的西北部伊庇鲁斯大区约阿尼纳专区的科尼察市镇。斯莫利卡斯山是品都斯山脈的主峰，海拔高度2,637公尺，是希臘境內的第二高峰，僅次於奧林匹斯山。
斯莫利卡斯山北邊被格拉莫斯山脈以及沃伊奧山脈所環繞，南邊則是另一座2,000公尺以上的山峰蒂姆菲山。